# Калеб
Калеб — царь Аксума, правивший в первой половине VI века, предположительно с 514 по 530 годы. При нём Аксумское царство, являясь христианским союзником Византийской империи, находилось на вершине своего могущества.
Около 520 года, по просьбе императора Юстина I, совершил поход в йеменское государство химьяритов, правитель которых Зу Нувас преследовал христиан. В том походе был освобождён и город Наджран, о чём упоминается в житии епископа Григория Омиритского.
В различных источниках имя Калеба указывается по-разному. Его тронное имя Элла-Ацбыха (Элла-Асбаха) в передаче через греческие источники передаётся как др.-греч. Έλεσβόάς у Иоанна Малалы, др.-греч. Έλλησθεαίος у Прокопия Кесарийского, др.-греч. Έλλατζβάας у Козьмы Индикоплова; встречаются и другие варианты. В современных исследованиях чаще встречается форма Калеб, восходящая к эфиопскому переводу «Деяний Арефы».
Православная церковь отмечает память блаженного затворника Елезвоя Эфиопского 6 ноября.